# Cachoeirinha (Pernambuco)
Cachoeirinha is een gemeente in de Braziliaanse deelstaat Pernambuco. De gemeente telt 18.123 inwoners (schatting 2009).
De gemeente grenst aan Tacaimbó, São Caetano, Altinho, Ibirajuba, Lajedo en São Bento do Una.